# 弗里曼角 (葛拉漢地)
67°59′S 62°20′W / 67.983°S 62.333°W
弗里曼角（英語：Cape Freeman），是南極洲的海岬，位於葛拉漢地，處於塞利格曼灣和特雷爾灣之間，在1940年由美國探險隊拍攝空中照片，在1947年由英國研究隊繪入地圖，現時由南極條約體系管理。